# Рохо, Густаво
Густаво Рохо (исп. Gustavo Adolfo Krefeld Sarandi Rojo y Pinto) (5 сентября, 1923, Монтевидео, Уругвай, борт торгового судна — 22 апреля 2017, Мехико, Мексика) —  уругвайско-мексиканский актёр.

## Биография
Родился 5 сентября 1923 года. Старший брат — Рубен Рохо, также актёр.
Густаво Рохо снялся в 200 фильмах и сериалах. Известность ему принесли несколько популярных киноработ, одной из которых является роль Падре Мануэля де ла Уэрта — старшего брата Анхеля де ла Уэрта в теленовелле Дикая Роза. 
Скончался 22 апреля 2017 года в Мексике.

## Личная жизнь
Был трижды женат. Первая жена актёра — известная актриса Мерседес Кастелланос трагически погибла в 1954 году; со второй женой — актрисой Эрика Ремберг, развёлся. С третьей жил вплоть до своей смерти.

## Фильмография

### Сериалы студииTelevisa
- 1973 —   Земля…. эпизод
- 1977 —   Свадебный марш…. Карлос
- 1980 — Слёзы любви…. Герман
- 1984 — Да,любовь моя…. Эдвард Виллиамс
- 1987 — Дикая Роза…. Падре Мануэль де ла Уэрта
- 1992 — Мария Мерседес…. Доктор Перес
- 1996 — Моя дорогая Исабель…. Хоакин
- 1997 —   Эсмеральда…. Бернардо Перес-Монтальво
- 1998 — Девушка мечты…. Дон Альфредо
- 2000 — Безумие любви…. эпизод
- 2000 — Личико ангела…. Падре Косме
- 2001 — Злоумышленница…. Виктор
- 2004 — Ставка на любовь…. Адвокат Леонардо де ла Роса
- 2008 — Завтра - это навсегда…. Обиспо
- 2009 — Дикое сердце…. Альберто Вильярреаль
- 2010 — Торжество любви…. Падре Херонимо

### Мексиканскиетеленовеллысвыше 2-х сезонов
- 1985 — Женщина, случаи из реальной жизни (22 сезона) (1985—2007 гг)